# Pomologia
Pomologia (del Llatí pomum (fruit) + -logia) és una branca de la botànica dedica a l'estudi, descripció, identificació i classificació de les fruites.

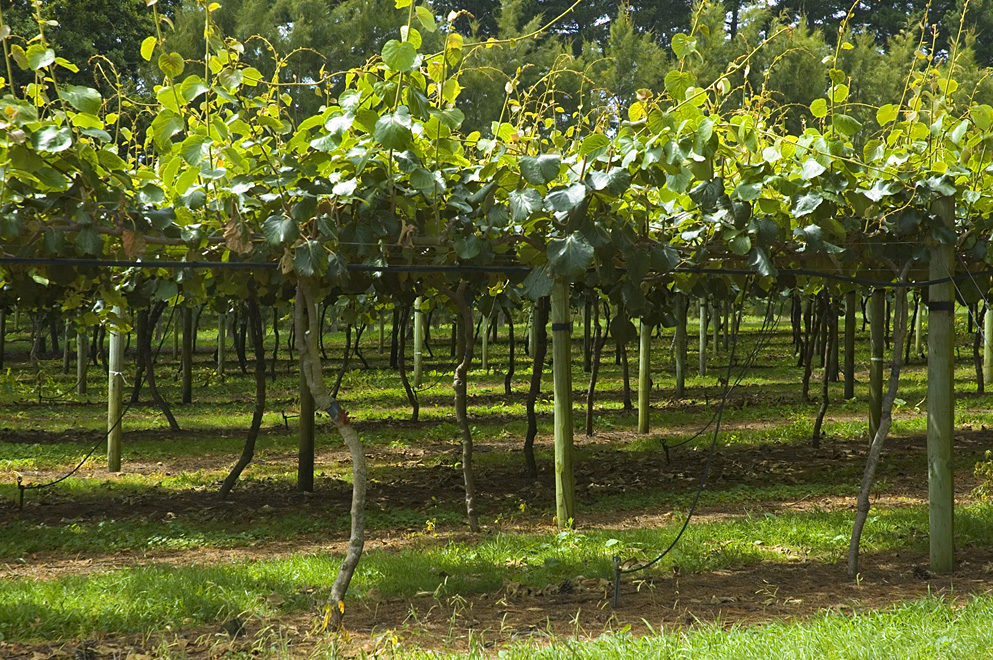
Plantació d'kiwis.

La investigació de la pomologia se centra principalment en el desenvolupament de les tècniques de cultiu i els estudis fisiològics en arbres fruiters. Els seus objectius principals són la millora de l'arbre fruiter, incloent el realçament de la qualitat de la fruita, la regulació dels períodes de producció i la reducció del seu cost.

## Origen
Els primers llibres sobre pomologia van aparèixer al voltant del segle xviii. Estaven exhaustivament il·lustrats i provenien principalment d'Alemanya i França.
Els primers pomòlegs, Jean-baptiste de La Quintinie (1624-1688), Johann Hermann Knoop (c.1700-1769) o Henri Louis Duhamel Du Monceau (1700-1782) no es van dedicar exclusivament a descriure les diferents varietats de fruites, sinó que també van treballar en la recuperació i conservació del patrimoni existent d'antigues varietats històriques, a banda de la millora i la creació de varietats noves.

## Pomòlegs cèlebres
- Charles Downing
- André Leroy
- Jean-Baptiste Van Mons